# Moisson pied-blanc
Melanospiza richardsoni
Espèce
Statut de conservation UICN

 EN C2a(ii) : En danger
Le Moisson pied-blanc (Melanospiza richardsoni) est une espèce de passereau de la famille des Thraupidae. 

## Répartition et habitat
Cette espèce est endémique de Sainte-Lucie. Il est très flexible, pouvant vivre dans les forêts pluvieuses, les plantations, les buissons semi-arides et les prairies jusqu'à 800 m d'altitude. Il a cependant une préférences pour les broussailles denses dans les ravins des forêts humides de montagne

## Alimentation
Il se nourrit sur le sol, de graines, de fruits et d'insectes

## Menaces et conservation
Il est menacé principalement par la destruction de son habitat qui est remplacé par des plantations d'arbres. Il est également menacé par l'introduction de mangoustes et de rats qui détruisent les nids et se nourrissent des œufs et des adultes.

## Publication originale
- Cory, 1886 : Descriptions of new species of birds from the West Indies. Auk, vol. 3, p. 381-382.
- Ridgway, 1897 : Birds of the Galapagos Archipelago. Proceedings of the United States National Museum, Vol. XIX, n. 1116, p. 459-670.